# アトカ空港
アトカ空港（アトカくうこう、英語: Atka Airport）は、アメリカ合衆国アラスカ州アトカ島にある空港。

## 概要
当空港はアトカ市中心部から2海里（3.7キロメートル）北に位置する州所有の公共用空港である。定期便は合衆国政府の Essential Air Service program (en) による補助金を受けている。
アメリカ合衆国のほとんどの空港はFAAとIATAで同一の空港コードを使用しているが、当空港はFAAによるコードはAKA（以前は40Aであった）でIATAコードはAKBである。なおICAOコードはPAAKである。
2003年の1年間には150便が運航され、そのすべてがエアタクシーであった。

## 施設
滑走路は1本で、アスファルト舗装されており、滑走路番号は15/33である。長さ3,287フィート（1,002メートル）、幅84フィート（26メートル）である。

## 就航路線
- ペン・エアー (en:PenAir (Peninsula Airways))
  - ウナラスカ（ダッチハーバー）空港 (en)